# Ovazu
Ovazu ou encore Ovazou est une fête traditionnelle des peuples Akpossos et Akébou. Il marque la fin de la récolte du Fonio dans ces localités de la région des plateaux du Togo.

## Description
Les peuple Akpossos et Akébu vivent dans la région des plateaux. Leurs grands parents étaient des Agriculteurs. Leur nourriture de base est le Fonio d'où l'introduction de cette festival culturel Ovazu. 
Ovazu est un mot Akpossos composé de Ova qui signifie Fonio et qui veut dire Fête. Cette fête est célébré au mois de décembre de chaque année.
Ces différents peuples rendent un culte aux manes des ancêtres pour leur récolte, la paix et la cohésion sociale. 

## Référence
1. ↑  « Ovazu 2023: les peuples Akpossos et Akébu en fete à Badu », sur www.mediatopnews.tg
2. ↑  « Fête des moissons ou du fonio (Ovazu) en pays Akpossos et Akébu », sur www.routard.com
3. ↑  « Fêtes traditionnelles : le peuple Akpossos et Akébu ont célébré Ovazu », sur www.republiquetogolaise.com